# 132-га танкова бригада «Арієте»
132-га танкова бригада «Арієте» (італ. 132ª Brigata corazzata "Ariete") — складова Сухопутних військ Італії. Підпорядковується ОК «Північ».
Підрозділи бригади задіяні в натівських місіях eVA (на території Болгарії) — сучасна eFP — і «Baltic Guardian» (у Латвії).

## Історія
2-га танкова бригада була сформована 15 липня 1937-го в Мілані (тоді до її складу входив лише один полк — 3-й берсальєрський).
1 лютого 1939 року бригаду було перетворено на 132-гу танкову дивізію «Арієте» і згодом перекинуто до Північної Африки. Після другої битви під Ель-Аламейном дивізія була практично знищена, 8 грудня 1942 року офіційно розформована, проте навіть після цього деякі її підрозділи продовжували бої на території сучасного Тунісу. Популярність дивізії «Арієте» сприяла тому, що 1 квітня 1943-го її відновили в Італії під іншим номером, але через проблеми з пальним і комплектуванням технікою та особовим складом новостворена 135-та дивізія не була боєздатною і завершила свій бойовий шлях у вересні 1943.
Повторно це з'єднання було відновлено 1948 року в Римі, вже наступного року штаб «Арієте» перемістили до Порденоне, де 1952 року її було розширено до дивізії.
З 1 жовтня 1975 року «Арієте» пройшла процес реструктуризації, який охопив усі дивізії італійської армії — полки були розформовані, а дивізія «Арієте» тепер складалася з бригад — 8-ї механізованої «Гарібальді» (Порденоне), 32-ї танкової «Мамелі» (Тауріано-ді-Спілімберго) і 132-ї танкової «Манін» (Авіано). Остання після скорочення дивізії 1986 року перебере найменування «Арієте».
У результаті чергової реорганізації армії і відновлення полкового рівня, з 1992 року бригада отримала наступну структуру: командування, підрозділ забезпечення, 32-й та 132-й танкові полки, 11-й полк берсальєрів, 132-й артилерійський полк, батальйон логістики тощо, але нові підрозділи полкового рівня, на відміну від минулого, мали лише по одному батальйону у своєму складі.
6 травня 2000 року 132-й бригаді було надано почесне громадянство муніципалітету Порденоне на знак визнання історичного зв'язку з містом.

## Склад
10-й полк розквартирований у Ломбардії, решта підрозділів — у Фріулі-Венеція-Джулії.
| Штаб 5-й ПНУ 10-й ІСП 32-й ТП 132-й САП          |
| — 11-й берсальєрський полк — 132-й танковий полк |
| 5-й полк Новарських уланів Кодроїпо              |
| 10-й інженерно-саперний полк Кремона             |
| 11-й берсальєрський полк Верхнє Орченіко         |
| 32-й танковий полк Тауріано-Спілімберго          |
| 132-й танковий полк Корденонс                    |
| 132-й самохідний артилерійський полк Маніаго     |
| полк логістики Маніаго                           |